# Castelo de Shuri

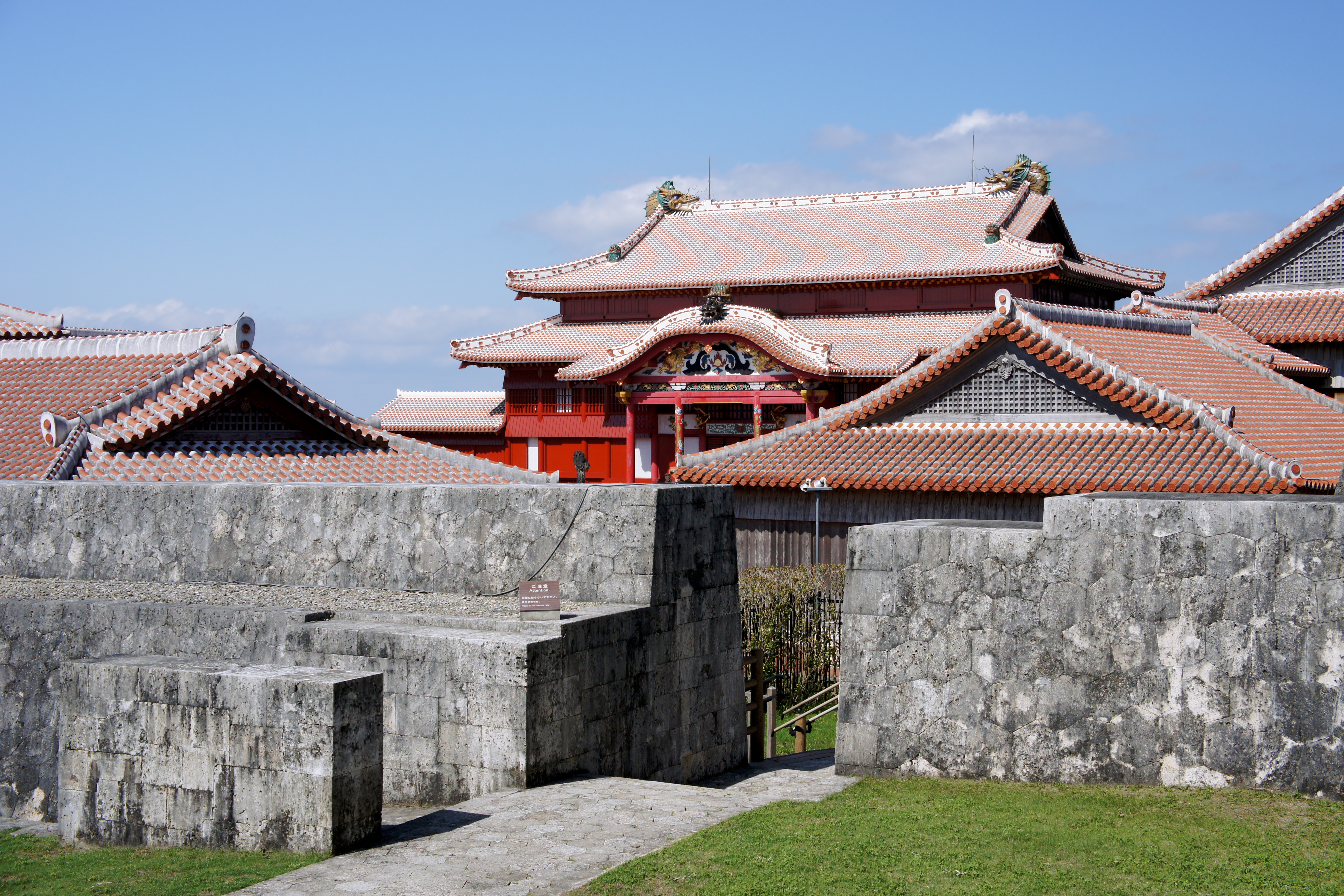
A entrada do Castelo Shuri.

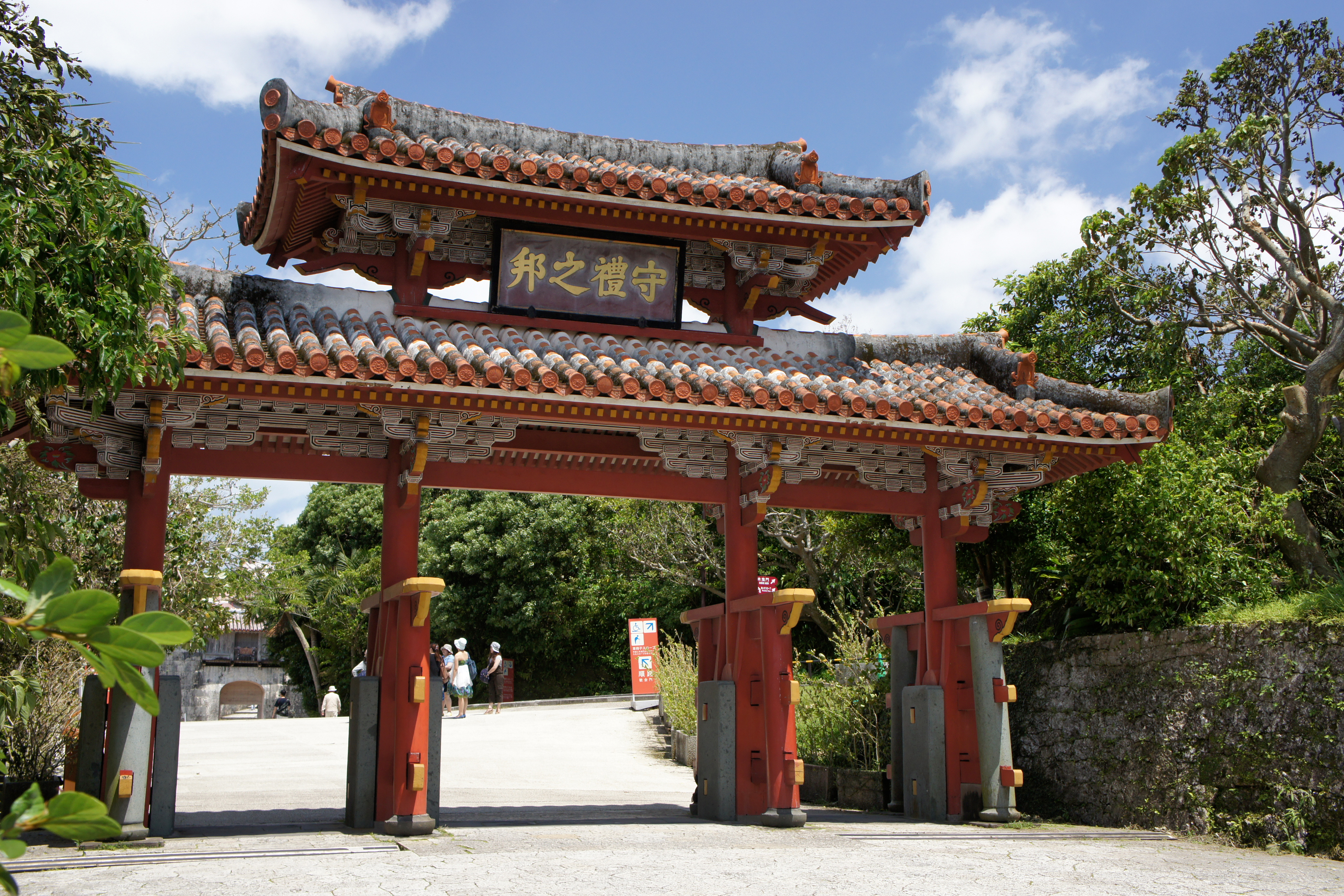
Shureimon

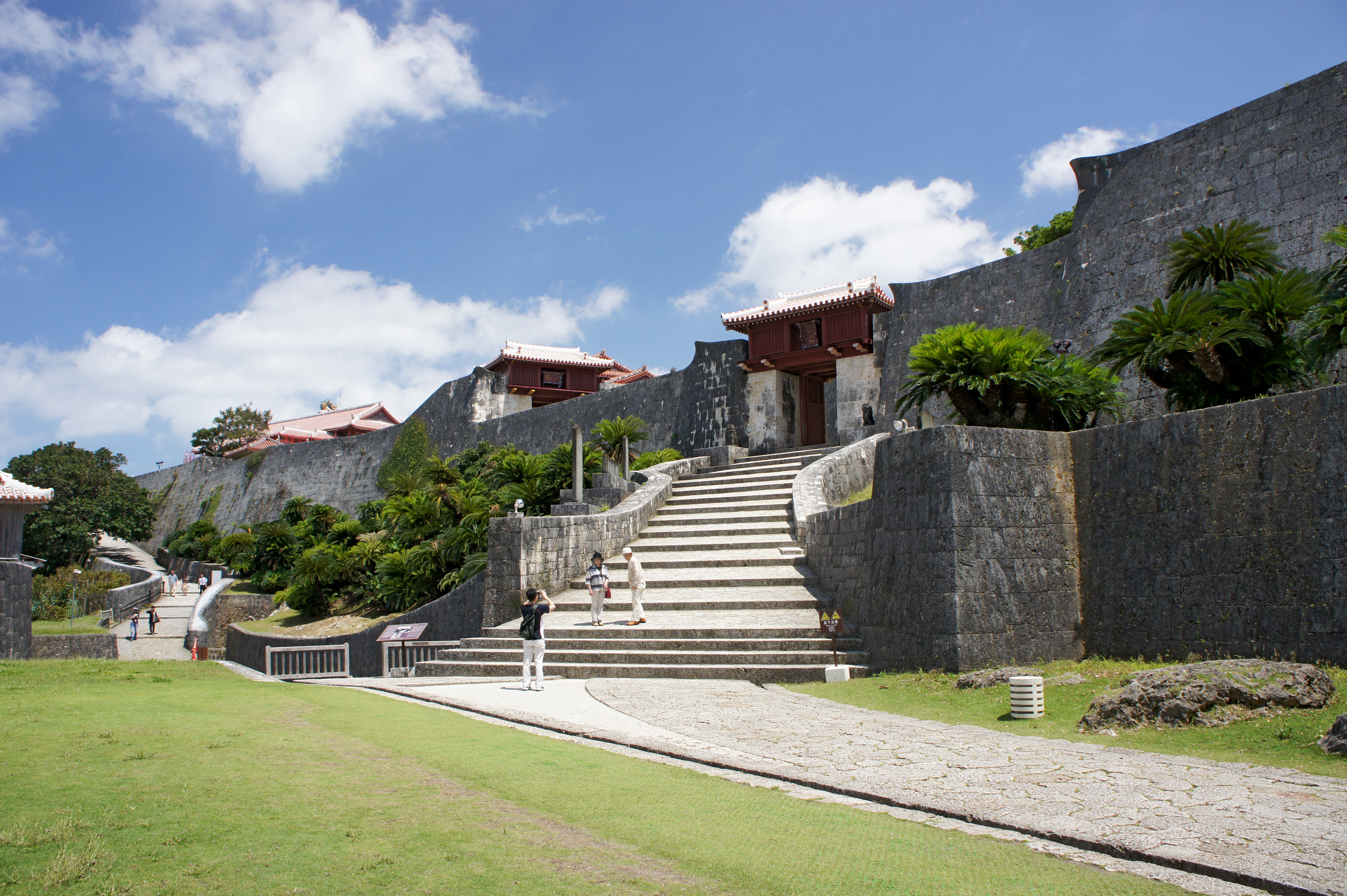
Vista do Zuisenmon

O Castelo de Shuri (首里城, Shuri-jō, okinawano: Shui Gushiku) é um castelo de Ryukyu (ou gusuku) em Shuri, província de Okinawa, Japão. Ele era um palácio do Reino de Ryukyu. Em 1945, durante a Batalha de Okinawa, ele foi quase destruído por completo. Começando em 1992, ele foi reconstruído no local original baseado em fotografias, registros históricos e memórias.
Em 30 de outubro de 2019 o castelo de Shuri foi atingido por um incêndio.

## História
A data da construção é incerta, mas ele estava claramente em uso como castelo durante o período Sanzan (1322-1429). Acredita-se que ele foi provavelmente construído durante o período Gusuku, como os outros castelos de Okinawa. Quando o Rei Sho Hashi unificou as três principalidades de Okinawa e fundou o Reino de Ryukyu, ele usou o Castelo de Shuri como uma residência. Ao mesmo tempo, Shuri floresceu como a capital e continuou durante a segunda dinastia Shō.
Por 450 anos a partir de 1429, ele foi a corte real e o centro administrativo do Reino de Ryukyu. Ele era o ponto focal do comércio estrangeiro, bem como o coração político, econômico e cultural dos nativos de Ryukyu. De acordo com registros, o Castelo de Shuri foi queimado algumas vezes, mas reconstruído todas as vezes. Ele foi capturado pelos exércitos de Satsuma durante a Invasão de Ryukyu em 1609, durante o reinado de of Shō Nei. Após o reino ser anexado ao Império do Japão em 1879, o Rei foi deposto e o castelo foi usado como um quartel pelo exército japonês.
Antes da Segunda Guerra Mundial, ele foi nomeado como um Tesouro Nacional do Japão. No entanto, durante a guerra, o exército japonês definiu sua sede no subsolo do castelo. Durante a Batalha de Okinawa, em 25 de maio de 1945, o navio de guerra americano USS Mississippi (BB-41) bombardeou-o por três dias. Em 27 de maio, ele foi incendiado. Uma bandeira Confederada (que pessoalmente pertenceu ao comandante da companhia) foi erguida acima do castelo pela "Companhia Rebelde" A do 5º Regimento Marinho. Ela era visível por mais de duas milhas e permaneceu acima do castelo por três dias até ser substituída pelo tenente-coronel Richard P. Ross, que colocou a bandeira americana sob ordens do General Simon Bolivar Buckner, Jr. (filho do General Confederado Simon Bolivar Buckner, Sr.), que afirmou que os americanos de todas as partes dos Estados Unidos ajudaram a vencer a batalha.
Após a guerra, a Universidade Ryukyu mudou-se para o local do castelo, onde permaneceu até 1975. Em 1958, o portão shureimon  foi reconstruído e, em 1992, o edifício principal do castelo foi reconstruído. Nos dias atuais, a área inteira ao redor do castelo foi estabelecida como Parque do Castelo de Shuri. Em 2000, junto com outros gusuku e lugares a fim, ele foi designado como um patrimônio mundial da UNESCO.
O castelo foi parcialmente destruído em 30 de outubro de 2019, quando um incêndio destruiu uma estrutura de madeira reconstruída após a Segunda Guerra Mundial.

## Lugares de interesse
Devido ao papel central na política e vida religiosa de Ryukyu, o Castelo de Shuri está cercado por vários locais de interesse histórico, incluindo o Shureimon, o portão principal do castelo, e o Mausoléu Tamaudun,as tumbas reais localizadas perto do Castelo de Shuri.

### Portão de pedra do Sonohyan-utaki
Este portão de pedra à esquerda do portão Shureimon foi erguido em 1519 pelo Rei Shō Shin, o terceuro rei da segunda dinastia Shō. Aqui está o Sonohyan-utaki, o rei ofereceu orações pela ordem no reio e segurança durante suas viagens. O portão de pedra reflete as habilidades avançadas de alvenaria do reino. Ele é designado como uma propriedade cultural nacional importante e é registrada como um elemento distinto dos patrimônios mundiais da UNESCO designados como Locais Gusuku e Propriedades Relacionadas do Reino de Ryukyu, junto com o próprio Castelo de Shuri.

### Shikina-en
Construído em 1799, os jardins reais e a vivenda não eram apenas onde a corte relaxava mas também era usada para abrigar enviados que vinham do Grande Império, a China. A disposição em círculo do jardim lembra planos usados nos modernos jardins japoneses, mas a própria vivenda com seu telhado vermelho é intrinsecamente Ryukyu, e a lagoa e a ponte da ilha em miniatura são de estilo chinês. Este é um exemplo raro e historicamente valiosos de jardinagem  paisagista, sendo que o Shikina-en também é registrado como um elemento distinto dos patrimônios mundiais da UNESCO designados como Locais Gusuku e Propriedades Relacionadas do Reino de Ryukyu, junto com o próprio Castelo de Shuri.

### Kankaimon
Construído pela primeira vez por volta de 1477-1500, durante o reinado do Rei Shō Shin, o portão foi queimado durante a Batalha de Okinawa em 1945 e restaurado em 1974. O Kankaimon é o primeiro portão do Castelo de Shuri, kankai (歓会), que significa "bem-vindo". O portão foi nomeado assim para expressar as boas vindas aos enviados que visitavam o Castelo de Shuri como representantes do Imperador chinês.

### Sino da "Ponte das Nações"
O  Sino da "Ponte das Nações" (万国津梁の鐘, Bankoku shinryō no kane) foi moldado em 1458, durante o reinado do Rei Shō Taikyū, e pendurado no Seiden (salão principal) do castelo. O sino de 721 quilos está hoje na coleção do Museu da Província de Okinawa. Uma réplica em tamanho real está pendura no local do castelo.
A inscrição no sino descreve a importância de Ryukyu no comércio marítimo dos Mares do Sul e as prósperas relações comerciais com China, Coreia, Japão e vários outros estados do Sudeste Asiático. O nome do sino deriva disto.

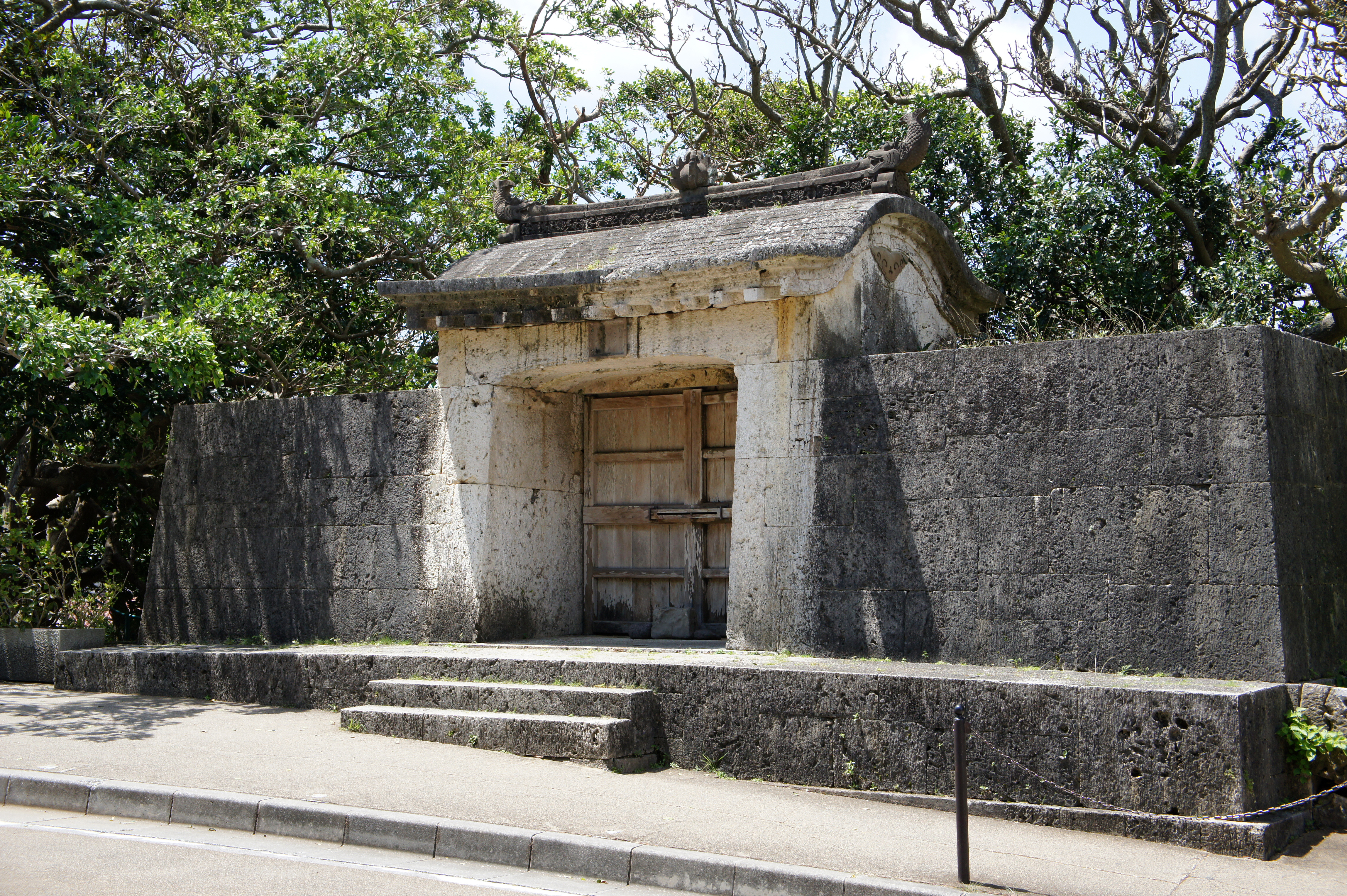
Sonohyan Utaki, templo xintoísta com o Portão Ishimon.

## Na cultura popular
No jogo Call of Duty: World at War ambientado durante a Segunda Guerra Mundial na frente do Pacífico, a última missão americana ("Breaking Point") ocorre no Castelo de Shuri, onde os fuzileiros americanos fazem seu impulso final para tomar Okinawa.
Em  Deadly Dozen: Pacific Theater, a última missão ocorre em um ataque ao Castelo de Shuri.